# Scardinius hesperidicus
Scardinius hesperidicus és una espècie de peix cipriniforme de la família dels ciprínids.

## Morfologia
Els mascles poden assolir els 51 cm de longitud total.

## Distribució geogràfica
Es troba a Euràsia.